# Sydney Central
Sydney Central (ang: Sydney Central Railway Station) – największa stacja kolejowa w Sydney, w stanie Nowa Południowa Walia, w Australii. Obsługuje prawie wszystkie linie na sieci CityRail i jest głównym końcem dla międzymiastowych i międzystanowych usług kolejowych, jest siedzibą Rail Corporation New South Wales. Znajduje się obok Railway Square i oficjalnie znajduje się w Haymarket, i jest najbliższą stacją dla Uniwersytetu Technologicznego w Sydney na Broadwayu.